# おとうさんの手品
おとうさんの手品（ -てじな）は、1961年4月7日から1962年3月30日までNHK総合テレビで放送されていたテレビ番組である。

## 概要
手品のタネ明かしをもとに、科学のしくみを教える子ども向け科学教育番組。

## 放送時間
- 金曜 17:45 - 18:00

## 出演者
- 千谷利三
- 三宅邦子、三国一朗、滝那保代、一ノ木真弓

## 放送リスト
1. 1961年04月07日 この石けんおちません
2. 1961年04月14日 おもたい風船
3. 1961年04月21日 コンロのまちがい
4. 1961年04月28日 猫は知らない
5. 1961年05月12日 厚いガラスがなぜ割れる
6. 1961年05月19日 ミシンと天プラ油
7. 1961年05月26日 小犬とペンキとエナメル
8. 1961年06月02日 マキがもえない
9. 1961年06月09日 ふしぎなドライ・アイス
10. 1961年06月16日 カンナでけずるな!!
11. 1961年06月23日 酸とアルカリとは?
12. 1961年06月30日 泡がなぜ少ない
13. 1961年07月07日 湯ざめをしないように
14. 1961年07月14日 水にぬれた色
15. 1961年07月21日 つめたい光がみえる
16. 1961年07月28日 コップがとける
17. 1961年08月04日 花火の秘密
18. 1961年08月25日 この卵新鮮です
19. 1961年09月01日 何でも凍ります
20. 1961年09月08日 そのおもちゃ誰のもの
21. 1961年09月15日 水はどうして水に浮く
22. 1961年09月22日 このレインコート雨もりします
23. 1961年09月29日 よく溶けるために
24. 1961年10月06日 爆発・ばくはつ・バクハツ
25. 1961年10月13日 とったりとられたり
26. 1961年10月20日 いらなくなった電池でも
27. 1961年10月27日 青菜に塩
28. 1961年11月03日 どうして熱くなるのでしょう
29. 1961年11月10日 熱は光のごとし
30. 1961年11月17日 熱は流れていく
31. 1961年11月24日 火のない所にも煙は立つ
32. 1961年12月01日 これが吸着です
33. 1961年12月08日 私の名はしょくばい
34. 1961年12月15日 これも触媒です
35. 1961年12月22日 すべてこの世は触媒です
36. 1961年12月29日 コンブはいらんかネ
37. 1962年01月05日 ここに餅あり
38. 1962年01月12日 導体・不導体
39. 1962年01月19日 二つの電流
40. 1962年01月26日 二つの電流
41. 1962年02月02日 流れない電気
42. 1962年02月09日 ここに放射能あり
43. 1962年02月16日 ある絵かきの秘密
44. 1962年03月02日 わたしは染物屋さん
45. 1962年03月09日 古いコード買います
46. 1962年03月16日 木だって食べられる
47. 1962年03月30日 化学につよくなる

## スタッフ
- 構成：岡島懃、山県佐久子
- 音楽：松井八郎